# DEFB123
DEFB123 (англ. Defensin beta 123) – білок, який кодується однойменним геном, розташованим у людей на довгому плечі 20-ї хромосоми. Довжина поліпептидного ланцюга білка становить 67 амінокислот, а молекулярна маса — 8 105.
| 10         |  | 20         |  | 30         |  | 40         |  | 50         |
| ---------- |  | ---------- |  | ---------- |  | ---------- |  | ---------- |
| MKLLLLTLTV |  | LLLLSQLTPG |  | GTQRCWNLYG |  | KCRYRCSKKE |  | RVYVYCINNK |
| MCCVKPKYQP |  | KERWWPF    |  |            |  |            |  |            |

C: Цистеїн

E: Глутамінова кислота

F: Фенілаланін

G: Гліцин

I: Ізолейцин

K: Лізин

L: Лейцин

M: Метіонін

N: Аспарагін

P: Пролін

Q: Глутамін

R: Аргінін

S: Серин

T: Треонін

V: Валін

W: Триптофан

Кодований геном білок за функціями належить до антибіотиків, антимікробних білків. 
Задіяний у такому біологічному процесі, як альтернативний сплайсинг. 
Секретований назовні.